# I Miss You (アルバム)
『I Miss You』（アイ・ミス・ユー）は、美元智衣の2枚目のミニアルバム。

## 内容
- 遠距離恋愛、不安、葛藤、別れ、決心といった、「切ない春」をテーマにして制作したコンセプト・アルバム[1]。
- 「Miss You」およびそのカップリングの別バージョンを収録したミニ・アルバム。配信限定シングル「粉雪」はボーナス・トラックとして収録。
- プロデュースは自身が所属している音楽事務所のビーイングが行っている。このような手法はエイベックス所属のGIRL NEXT DOORと同様である。

## 批評
『CDジャーナル』は「やわらかな女性の感性を、飾らない歌詞で歌うスタイルが、多くの人が共感できる」と評した。

## 収録曲
1. トーキョー（'09 spring ver.）
作詞・作曲：美元智衣　編曲：MissTy（ストリングスアレンジ：池田大介）
2. Miss You
作詞・作曲：美元智衣　編曲：藤崎昌弘
3. あの日に戻りたかっただけ
作詞・作曲：美元智衣　編曲：Jamie Nakamura（コーラスアレンジ：池田大介）
4. おぼろ月
作詞・作曲：美元智衣　編曲：池田大介
5. 群青なる想い
作詞・作曲：美元智衣　編曲：小林俊太郎（コーラスアレンジ：MissTy）
6. Slow Life
作詞・作曲：美元智衣　編曲：MissTy
7. 粉雪（ボーナス・トラック）
作詞・作曲：美元智衣　編曲：Jamie Nakamura

## レコーディング参加
- ライムレディースオーケストラ - ストリングスセクション(#1, 4, 6)
- 池田大介 - ピアノ、プログラミング
- 増崎孝司（DIMENSION） - ギター
- 池田森 - ギター
- 藤崎昌弘 - プログラミング